# Rista norra
Rista norra är en av SCB avgränsad och namnsatt småort i Undersåkers distrikt (Undersåkers socken) i Åre kommun i Jämtland. Småorten omfattar bebyggelse vid E14 strax öster om småorten Hålland.
År 1990 räknades området på denna plats som en del av en småort med beteckningen Hålland. Den omfattade då 32 hektar och hade 128 invånare. År 1995 räknade SCB inte området som en småort. År 2005 och 2010 avgränsade SCB återigen en småort här, den var dock bara kring 5 hektar stor och hade drygt 50 invånare. SCB benämnde den Hålland (östra delen). Sedan 2010 benämns den Rista norra.